# 东馆镇
东馆镇，是中国江西省抚州市临川区所辖的一个镇。

## 行政区划
东馆镇下辖以下村级行政区划单位
东馆街社区、东馆村、桥下村、下龚村、下张村、白竹村、站上村、玉湖村、刘村和梅林园艺场生活区。